# Doktorboligen
Doktorboligen er en fredet bygning i Hørsholm beliggende på Usserød Kongevej 120. Bygningen er en tidligere lægebolig og er en af Hørsholms mest markante og karakteristiske bygninger. Den blev opført i 1792-94 som funktionærbolig til Usserød Klædefabrik, og er placeret ved sydsiden af Den Kongelige Militære Klædefabriks parkarealer, som den ældste og smukkeste af klædefabrikkens funktionærboliger. Fra 1794 og indtil i dag, har bygningen været kendt som "Den gamle Doktorbolig", da den indtil 1975 blev anvendt til lægebolig og -konsultation. 
Bygningen er opført som et stråtækt hus i ni fag med en stor centralt placeret frontkvist i tre fag. Derudover har huset to mindre rundbuede kviste på hver side af den store frontkvist, hvor der oprindeligt også var en lille rundbuet kvist på hver af de nord- og sydvendte valmede gavle. Huset er udsmykket med hvidmalede bånd og gesimser samt murværk udført med de karakteristiske Hamborgfuger. Huset står i dag med dets originale vinduer og døre samt tagrender i kobber.

## Den gamle Doktorbolig
Den første læge der boede der, var Doktor Klein, der var ansat som distriktslæge fra 1807 - 1812. Der har været læger i boligen samt deres praksis indtil 1975. Den sidste læge, der boede der var Erik Møller. 
Huset var oprindelig en stråtækt bindingsværksbygning med kvist over de 3 fag. Huset blev ombygget i 1840 kort efter distriktslæge Webers tiltræden i 1838. I 1860 solgte Staten huset til Weber. Havestuen er bygget til ca. 1900.

## J. Lindegaard, læge på Usserød sygehus
J. Lindegaard, sygehuslæge på Usserød Sygehus 1880-1912. Han var ene læge på sygehuset og boede i Doktorboligen, Usserød Kongevej 120, hvor han også havde privat praksis.
Født i Slaglille ved Sorø 12/6-1843 og var søn af præst Wilh. Th. Lindegaard.
Gift i Hørsholm 2/11-1877 med Anna Marie Charlotte Keil (f.24/1-1853), datter af proprietær Georg Frederik Keil og Bollette Mariane Thørche.

## Aage Møller
Aage Møller, sygehuslæge på Usserød Sygehus. På den tid var der kun en læge på sygehuset. Født d.4/6-1880 i Kbh. søn af generallæge dr.med. Johan Chr. Møller.
Gift 22/6-1907 m Ida Bruun, født 17/3-1882 i Bernstorff. Datter af slotsgartner Fritz Theodor Bruun og Olivia Charlotte Winkel.
De fik 3 børn, ca. 1908, 1910 og 1912: Arne, Erik og Knud.
Aage Møller var læge på sygehuset fra juli 1912 til 17/10-1920, hvor han døde af difteritis efter at have opreret en patient for det samme.
Årsagen var den "spanske syge", som rasede i Hørsholm 1918-20. Aage Møller havde privat praksis hjemme i Doktorboligen, Usserød Kongevej 120.
Aage Møller var meget afholdt og sprudlende energisk. Han gjorde en stor indsats under epidemien, bl.a. foranstaltede han, at "Stampens" festsal blev brugt som nødhospital.
Ida Møller var uddannet sygeplejerske. Hun var meget omtalt på egnen, da hun her var den første kvinde med førerbevis og egen bil. 